# Gyna caffrorum
Gyna caffrorum es una especie de cucaracha del género Gyna, familia Blaberidae.

## Distribución
Esta especie se encuentra en Sudáfrica (Provincia Cabo, Provincia del Estado Libre y Provincia del Transvaal), Botsuana, Namibia, Angola, Suazilandia y Mozambique.